# Millantatore

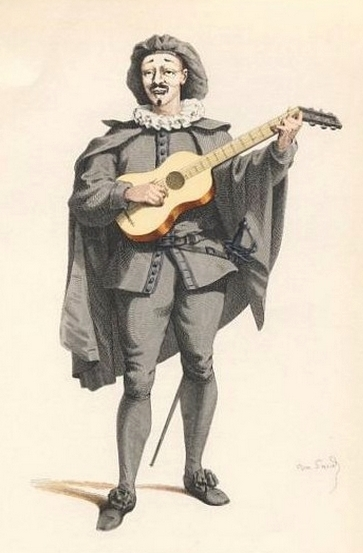
Scaramuccia è un esempio di millantatore.

Il millantatore è un personaggio ricorrente nella letteratura di tutti i tempi e carattere nella commedia dell'arte. È colui che ha atteggiamenti boriosi e vanagloriosi in pubblico, facendo ricorso a menzogne iperboliche o a clamorose esagerazioni, o ancora si attribuisce qualità o titoli non propri. Uno dei primi usi del termine millanta nel senso di quantità spropositata, è attestata appunto in Boccaccio nella novella Calandrino e l'elitropia con la frase proverbiale "Haccene più di millanta, che tutta notte canta".

## Storia

### Nella cultura classica
Aristotele aveva fissato gli elementi caratteristici: "Il millantatore  è colui il quale fa mostra di titoli di merito che non possiede, esagerando il suo controllo del mondo di cui in realtà è privo." Si distingue dall'ironico che, invece, è colui che nega e nasconde i titoli di merito di cui dispone attenuandoli. Tra questi due contrapposti estremi – l'ironico e il millantatore – si colloca la sincerità, che trova il suo opposto nella menzogna.
L'opera più famosa dell'antichità nella fissazione dei "caratteri" è senza dubbio quella di Teofrasto, che appunto, dedicò al millantatore una delle pagine più famose.
(Teofrasto XXXIII)
Un primo esempio di soldato impiegato come maschera comica a teatro è Lamaco ne Gli acarnesi di Aristofane; il personaggio, ispirato all'omonimo militare ateniese, "con il suo atteggiamento bellicoso, arrogante e con la sua ostentata spacconeria, presenta in nuce molti degli elementi fondanti della maschera del soldato". La fortuna del personaggio tipo è legato soprattutto alla palliata plautina Miles gloriosus, in cui l'eponimo protagonista Pirgopolinice incarna tutte le qualità del soldato fanfarone, vanesio e narcisista che caratterizzeranno il personaggio per secoli a venire. Nel prologo, lo stesso Plauto dichiara di essersi ispirato alla commedia greca Alazón (in greco antico: Ἀλαζών?, lett. "Millantarore"), ormai perduta, così come il nome del suo autore. Anche Terenzio porterà in scena un proprio miles millantatore nel personaggio di Trasone nell'Eunuchus. Caratteristiche del personaggio tipo sono "il nome parlante, l'uniforme militare e l'ἀλαζονεία [smargiasseria], sia in materia guerresca sia nelle conquiste amorose". Il suo ruolo è quello di un ridicolo antagonista che osteggia l'amore della giovane coppia.

### Dal Rinascimento
Il personaggio continuerà a godere di grande popolarità anche nella commedia rinascimentale, sia in Italia che nel resto d'Europa. La riscoperta di dodici commedie di Plauto nel 1427 diede linfa alla commedia erudita e nel 1517 il Trasone dei Due Felici Rivali di Jacopo Nardi (1513) diventa il primo millantatore del teatro italiano. Nel Cinquecento, il miles ricompare in personaggi quali Tinca ne La talanta (1542) di Pietro Aretino (particolarmente influenzato da Terenzio), Zeladelfo nei Gelosi di Vincenzo Gabiani (1545), Sganghera nella Maiana di Giovanni Maria Cecchi (1585) e il capitano Torquato nel Capitano di Lodovico Dolce (1545), che va praticamente a tradurre la commedia plautina, seppur con riferimenti alla contemporaneità. Nel teatro cinquecentesco italiano, per motivi politici e sociali, il miles millantatore era spesso uno spagnolo: questo è il caso di Giglio ne Gl'ingannati (1532), di Don Cardon de Cardona nella Fantesca di Giovanni Battista Della Porta (1555), del capitano Martin Alonso nelle Due Cortigiane di Lodovico Domenichi (1565) e di Don Ignico Carpion de Buziquilles nei Rivali di Cecchi (1585).
Nel XVI secolo si sviluppa anche la maschera del Capitano nella commedia dell'arte, caratterizzano dalla millanteria sulle imprese militari e i titoli nobiliari di cui si fregia. Il personaggio ottenne grande popolarità presso il pubblico, a cui appare in tutta Italia nelle sue molteplici incarnazioni, come il Capitan Spaventa in Liguria, il Capitan Matamoros (ispirato alla commedia dell'arte spagnola, in cui i soldati si vantavano per il numero di mori uccisi) di Bologna, Giangurgolo in Calabria o (lo spagnolo) Scaramuccia a Napoli. È grazie alla commedia dell'arte che la maschera arriverà anche in Inghilterra (dove è noto come "Braggart"), ispirando il Roister nel Ralph Roister Doister  di Nicholas Udall (1553), il capitano Bobadil nell'Every Man in His Humour di Ben Jonson (1598) e, soprattutto, Pistola nell'Enrico IV e Falstaff ne Le allegre comari di Windsor di William Shakespeare.
Il personaggio resterà popolare anche nei secoli a venire, influenzato dai cambiamenti e dai costumi delle rispettive epoche: se nel mondo plautino il millantatore per antonomasia era il soldato spaccone, nel Settecento veneziano il prototipo del "carattere" diventa il cavaliere. Ne La donna di garbo di Carlo Goldoni, ad esempio, troviamo la battuta: "Dico al signor Lelio, che l'affettazione è ridicola, e che il cavaliere non dev'essere millantatore".
Una ripresa più diretta del Miles gloriosus lo si ha nel Capitan Fracassa di Théophile Gautier, ingentilito, però, da una scena tipica di metateatro: un nobile decaduto per amore accetta di unirsi ad una compagnia di guitti, per rivestire il ruolo di Capitan Fracassa, il Soldato spaccone.
In questo modo il ruolo del millantatore è confinato nel piano del ruolo impersonato solo quando il protagonista svolge il suo ruolo di attore, mentre le connotazioni proprie sono quelle di un animo nobile e romantico.
Questo sdoppiamento attore-personaggio è piaciuto moltissimo alla cinematografia che ha ripreso, con vari adattamenti, fin dai tempi del muto, il testo di Gautier.
Il millantatore continuerà ad apparire anche a cavallo tra il XIX e il XX secolo, in personaggi quali l'eponimo protagonista del Lord Jim di Joseph Conrad, Sergius Saranoff ne Le armi e l'uomo di George Bernard Shaw e Christy Mahon ne Il furfantello dell'Ovest.